# Теория регулирования интимных признаний в межличностных отношениях
Теория регулирования интимных признаний в межличностных отношениях (от англ. сommunication privacy management theory) — теория, выявляющая основания, по которым люди делятся личной информацией или, наоборот, пытаются ее скрыть. Автор теории, американский профессор Сандра Петронио утверждает, что индивиды выбирают степень открытости своей личной жизни в зависимости от собеседника, потенциальных выгод и возможных потерь от общения с ним.
В основе теории лежат понятия границ личной жизни и системы правил управления информацией, которые проводят черту между сугубо интимной информацией и сведениями, которые индивид готов раскрыть. Как только информация раскрыта, участники коммуникации должны обговорить правила её дальнейшего использования. Если эти правила не оговариваются либо нарушаются (то есть ожидания совладельцев информации приходят в столкновение), можно говорить о состоянии нестабильности границ личной жизни. К пяти основополагающим принципам теории регулирования интимных признаний относятся:
- Люди верят, что они вправе самостоятельно распоряжаться своей частной информацией.
- При этом они опираются на ряд собственных правил регулирования интимных признаний.
- Как только человек делится информацией с кем-то другим, он перестает быть единоличным обладателем этих данных.
- В таком случае необходимо установить устраивающие обе стороны правила дальнейшего использования данных.
- Нестабильность границ личной жизни возникает, когда кто-то из сторон уходит от обсуждения устраивающих обе стороны правил или нарушает уже установленные.[1]

В русскоязычной литературе отсутствует как перевод основных трудов Петронио, а, следовательно, и перевод самого названия теории. В статье использован перевод из статьи «Изучение и преподавание межличностной коммуникации» Матьяш О. И., опубликованной на сайте Российской Коммуникативной Ассоциации.

## Происхождение теории
Теория регулирования интимных признаний была разработана Сандрой Петронио в 1991 году, однако была окончательно сформирована к 2002, когда автор опубликовала книгу, давшую теории окончательное название Communication Privacy Management. Теория регулирования интимных признаний является значимым ответвлением теории приватности Ирвина Альтмана, а также тесно связана с теорией социального проникновения.

## Основные положения теории
- Индивид самостоятельно принимает решение
- Индивиды сами создают законы и правила и сами же следуют им
- Принимая решение или создавая правило, индивиды думают не только о себе, но и об окружающих
- Межличностные отношения — динамичный аспект жизни общества
- Межличностные отношения немыслимы без противоречий[4]

## Основные понятия теории

### Личная информация
Содержательной частью теории регулирования интимных признаний является личная информация. Это данные, доступные исключительно их владельцу, а, следовательно, управляемые им же. Индивид сам решает, что останется личным, а что станет публичным. Подобное решение зависит от способа регулирования личных признаний отдельно взятым индивидом. Перед принятием решения индивид рассмотрит правила раскрытия информации и будущие границы поведения ее совладельцев.

### Границы личной жизни
Главная метафора теории Петронио — это границы личной жизни, то есть деление информации на личную и публичную. Границы личной жизни защищают личное пространство индивида. В зависимости от числа совладельцев информации выделяют общие границы (2 и более совладельцев) и персональные границы (1 индивид). В разных ситуациях плотность границ может меняться: в одних пересечь их крайне проблематично, в других они становятся проницаемыми.

### Право собственности и контроль
В теории регулирования интимных признаний информация приравнивается к материальной ценности, следовательно, ею можно владеть. Перед владельцем информации встаёт вопрос: хочет ли он, чтобы его личной информацией владел кто-то еще? В случае положительного ответа индивид вступает в отношения совместного владения, которые характеризуются высокой степенью ответственности и строгими правилами совладения. Границы личной жизни расширяются, и, скорее всего, никогда не вернутся в прежнее состояние. Решения по дальнейшему распространению данных теперь принимаются обоими совладельцами.

### Система правил управления информацией
Ответственность за распространение и сокрытие личной информации возлагается на систему правил управления информацией. С ее помощью индивиды управляют личными данными на персональном и коллективном уровнях. В систему входят правила поддержания конфиденциальности, согласования личных границ и допустимые пределы их нестабильности.

### Диалектика управления
По мнению Петронио, любое решение о распространении или сокрытии информации имеет аргументацию. Индивид в обязательном порядке взвешивает издержки и выгоды, рассматривает варианты дальнейшего использования и распространения его личной информации совладельцами. Определение диалектики Петронио одолжила в диалектической теории отношений Лесли Бакстера , которая обсуждает различные, временами противоречивые, побуждения в межличностных отношениях.

## Система правил управления информацией
Согласно Петронио, интимных признания или отказ от них регулируются системой правил, а не сиюминутной прихотью индивида. В основе системы правил управления информацией лежат правила поддержания конфиденциальности, согласование и нестабильность личных границ.

### Правила поддержания конфиденциальности
Правила поддержания конфиденциальности — те законы, которым следуют индивиды для защиты своей личной жизни. Индивиды знакомятся с такими правилами в процессе коммуникации, либо вырабатывают их самостоятельно в жизненных ситуациях (когда становится ясно, что можно сказать, а что лучше скрыть). Например: темы для обсуждения на дне рождения члена семьи и на рабочем мероприятии по понятным причинам будут разниться.
Петронио считает, что каждой ситуации свойственны свои правила поддержания конфиденциальности и выделяет ряд критериев, которые определяют степень конфиденциальности при межличностном общении. 
Критерии:
- Культурный. Раскрытие информации зависит от общепринятых норм откровенности в конкретной культуре. Пример: в США свободнее говорят о личной жизни, чем в Японии.
- Половой. Границы личной жизни определяются мужчинами и женщинами по-разному, что приводит к разнице в понимании и применении правил приватности. Пример: женщины склонны говорить о личном больше, чем мужчины.
- Контекстуальный. На решение о распространении информации влияет окружающая (материальная, социальная) среда. Пример: человек может сознаться в своем проступке, когда он перестанет считаться уголовно наказуемым.
- Мотивационный. Раскрытие может быть чем-то мотивировано:

1. Взаимностью
2. Желанием выговориться
3. Стремлением сблизится с собеседников
4. Желанием удовлетворить чувство собственного достоинства

Пример: люди обычно более откровенны с теми, кто им рассказал что-то личное.

### Согласование границ
Персональные данные охраняются «вдоль» особых границ, а, следовательно, эти границы изменяются, когда индивид вступает в отношения совладения информацией. Здесь целесообразно говорить о согласовании новых границ, то есть об установлении новых правил совладения. Данный процесс Петронио характеризует как крайне сложный, ведь индивиды смотрят на информацию совершенно с разных точек зрения, опираются на свои личные критерии поддержания конфиденциальности.
- Проницаемость границ понимается как невидимое разграничение между скрываемой и раскрываемой индивидом информацией. Если информация остается при своем владельце, границы называют непроницаемыми, так как вероятность распространение этих данных сведена к минимуму. Границы становятся тонкими — проницаемыми, когда данные перестают быть собственностью исключительно одного индивида.[8]
- Взаимосвязь границ проявляется в взаимоотношениях совладельцев информации. Связи могут быть прочными и слабыми в зависимости от того, каким образом произошло раскрытие частной информации. Например: связь между организацией и внедряющимся в нее шпионом слаба, поскольку они не договариваются о том, как будут управлять «общей» информацией. А между доктором и пациентом связь сильна, так как доктор связан врачебной тайной.[12]
- Контроль над границами подразумевает обозначение и последующее соблюдение прав и обязанностей в отношении данных в общем владении. При выработке общих границ конфиденциальности необходимо, чтобы все стороны имели четкое и однозначное представление того, с кем, как и когда можно делиться общей информацией.[6] Пример: организуя вечеринку-сюрприз, компания друзей сразу договорится о том, как распространять или, наоборот, скрывать информацию, чтобы не испортить сюрприз.

### Нестабильность границ личной жизни
Часто границы личной жизни организуются так, что остается непонятно, как поддерживать желаемый уровень конфиденциальности. В связи с этим возникает проблема нестабильности границ личной жизни, а, следовательно, следуют конфликты между совладельцами информации. Решение проблемы — координация общих границ, установление взаимовыгодных правил совладения.
Ситуация нестабильности границ личной жизни может появиться ввиду целого ряда причин:
1. Ошибка, просчет. То, что происходит непреднамеренно, но задевает чувства и расстраивает ожидания совладельцев информации. Например, индивид сболтнул лишнего под действием алкоголя.
2. Намеренное нарушение установленных границ конфиденциальности.[14]Пример: дочь рассказывает доктору, что отец злоупотребляет курением после операции на сердце. Принимая такое решение, она взвешивает риск нарушения границ семейной тайны и выгоду от того, что доктор сможет лучше позаботиться о здоровье отца, будучи в курсе происходящего с его организмом.
3. Отсутствие ясно обозначенных правил поведения. Например: появление онлайновых социальных сетей поставило под угрозу личную жизнь подростков, которые не оговаривали с родителями границы своей конфиденциальности в интернете. Родители добавляются к ним в друзья на фейсбуке, тем самым вторгаясь в личное пространство детей.[15]

В подобных ситуациях совладельцы информацией чувствуют, что их ожидания не оправдались, нередко теряют доверие к своим партнерам. Если последнего не происходит, то границы обсуждаются повторно, оговариваются санкции за их нарушение.

## Применение теории
Теория регулирования границ интимных признаний может быть применена в разных контекстах, включая: семейные коммуникации, коммуникации в онлайновых социальных сетей, коммуникации в области здравоохранения, общение пар и рабочие коммуникации.

### Семейная коммуникация
Теория регулирования интимных признаний может использоваться для описания, какой информацией, а также как и почему, делятся (или, наоборот, что скрывают) между собой и с внешним миром члены одной семьи. В основном речь здесь идет о семейных тайнах (например, усыновление) и зачастую избегаемых тем (например, разговор о сексе между родителями и подростками).

### Онлайновые социальные сети
Теория регулирования интимных признаний также используется при исследовании онлайн блогинга, социальных сетей и сайтов знакомств. В большинстве случаев политика конфиденциальности в интернете кажется парадоксальной, так как желание делиться контентом вступает в конфликт с необходимостью защиты границ личной жизни.
Помимо подростков и вторжения родителей в их личную жизнь посредством социальных сетей, похожие исследования проводились относительно учителей и преподавателей, влияния их персональных страниц в социальных сетях на доверие со стороны родителей и уважение со стороны учеников. Исследования показали, преподаватель в классе и преподаватель в интернете — два разных человека, что в большинстве случаев подрывает уважительное отношение учеников к преподавателю.

### Коммуникации в области здравоохранения
Теорией регулирования интимных признаний можно объяснить коммуникации в области здравоохранение на такие темы как: врачебная тайна, врачебная ошибка, конфиденциальность информации об истории болезни и методах лечения больных, переносимых ими трудностях.
Пример: исследование о людях с лишним весом показало, что им проще было говорить о своих проблемах только после того, как они уже похудели. Те, кто еще не добился желаемых результатов, открывали информацию о причинах и способах борьбы с проблемой крайне неохотно.
Пример: в 2015 теория регулирования интимных признаний была применена при исследовании того, как зараженные ВИЧ рассказывали о своем заболевании партнерам. Результаты исследования показали, что зараженные обоих полов боялись отторжения со стороны партнеров, поэтому сообщали о состоянии своего здоровья. О конфиденциальности же волновались преимущественно мужчины.

### Коммуникация в романтических отношениях
Исследователи указывают на значимость теории регулирования интимных признаний в романтических отношениях, ведь возлюбленные также имеют как совместную жизнь, так и отдельные личные с особыми границами и информацией, которой они не готовы делиться с обществом или даже друг с другом. Важными видятся способы общения возлюбленных и обоснование их выбора. Например: использование мобильного телефона в романтических отношениях молодежи оказалось строго обоснованным, ведь оно помогает достичь гармонии и усилить доверие.

## Связанные теории
При рассмотрении теории регулирования интимных признаний стоит упомянуть несколько связанных с ней теорий коммуникации.
Теория нарушения ожиданий описывает важность личного пространства и ожидания индивидов от невербальной коммуникации. Теория связана с теорией регулирования интимных признаний, так как относится к частной жизни и расстоянию, на которое индивиды подпускают друг друга. И физическая, и духовная близость предполагают границы, которые можно пересечь.
Теория социального проникновения — теория, которая развивает тематику взаимного поведения при контакте двух людей, чьи отношения находятся в процессе развития. Данное поведение может зависеть как от невербального обмена информацией, так и от межличностного восприятия. Поведение находится в прямой зависимости от различных уровней близости, возникающих во время отношений.

## Значение
По мнению Альтмана, теория регулирования интимных признаний вывела знания в области межличностного общения на новый уровень, так как касается разных уровней коммуникационного процесса и его многочисленных участников. Петронио сформулировала сложную систему динамичных межличностных отношений, в отличие от предыдущих исследователей, которые рассматривали преимущественно двусторонние отношения. Она описала ряд контекстов, в которых целесообразно использовать теорию регулирования интимных признаний (семейные, рабочие коммуникации, общение в области здравоохранения и в романтических отношениях, коммуникация посредством социальных сетей и пр.). Ее подход к нестабильности границ персональных данных четко сформулирован и методичен.